# Hannu Patronen
Hannu Jarl Johannes Patronen (Järvenpää, 23 mei 1984) is een Fins profvoetballer die sinds 2017 uitkomt voor de Finse club HJK Helsinki. Eerder speelde hij onder meer voor Helsingborgs IF en het Noorse Sogndal Fotball.

## Interlandcarrière
Onder leiding van interim-bondscoach Markku Kanerva maakte Patronen zijn debuut voor Finland op 9 februari 2011 in de vriendschappelijke uitwedstrijd tegen België (1-1), net als Joona Toivio, Sebastian Mannström, Ilja Venäläinen en Riku Riski. Hij viel in dat duel na 65 minuten in voor aanvoerder Veli Lampi.
| Interlands van Hannu Patronen  | Interlands van Hannu Patronen  | Interlands van Hannu Patronen  | Interlands van Hannu Patronen  | Interlands van Hannu Patronen  | Interlands van Hannu Patronen  | Interlands van Hannu Patronen  |
| №                              | Datum                          | Wedstrijd                      | Uitslag                        | Soort wedstrijd                | Doelpunten                     | Assists                        |
| Als speler bij Helsingborgs IF | Als speler bij Helsingborgs IF | Als speler bij Helsingborgs IF | Als speler bij Helsingborgs IF | Als speler bij Helsingborgs IF | Als speler bij Helsingborgs IF | Als speler bij Helsingborgs IF |
| ------------------------------ | ------------------------------ | ------------------------------ | ------------------------------ | ------------------------------ | ------------------------------ | ------------------------------ |
| 1.                             | 9 februari 2011                | België – Finland               | 1 – 1                          | Vriendschappelijk              | 0                              | 0                              |
| 2.                             | 22 januari 2012                | Trinidad en Tobago – Finland   | 2 – 3                          | Vriendschappelijk              | 0                              | 0                              |

Bijgewerkt t/m 22 juni 2013

## Erelijst
Helsingborgs IF
- Zweeds landskampioen

2011
- Beker van Zweden

2011
- Supercupen

2011
 HJK Helsinki
- Fins landskampioen

2017